# Digital Multimedia Broadcasting

Países con servicios frecuentes
Países con evaluación de servicios
Países interesados en los servicios
DAB no longer used

Digital Multimedia Broadcasting (DMB) es una tecnología de transmisión digital de audio, video y datos para sistemas de comunicaciones móviles y portátiles. Diseñada para diferentes tipos de aplicaciones como pueden ser los teléfonos móviles, PDAs o sistemas de instrumentación para el automóvil. Los usuarios de esta tecnología son capaces de reproducir en sus terminales móviles audio estéreo de alta calidad y reproducir video en tiempo real. Existen dos modalidades de DMB, la terrestre (T-DMB) y la que opera vía satélite (S-DMB).

## Desarrollo de T-DMB
La T-DMB fue desarrollado en Corea del Sur por el Electronics and Telecommunications Research Institute (ETRI), organismos de investigación científica estatal. El diseño se basa en la transmisión digital de audio (DAB) al cual se le agrega la capacidad de transmitir video y otras herramientas de codificación de audio y corrección de error. El desarrollo y difusión del T-DMB está a cargo del WorldDAB, junto con el estándar DAB.

## Desarrollo del S-DMB
El S-DMB corresponde a un desarrollo de Toshiba de Japón por medio de su filial Mobile Broadcasting Corporation (MBCO) y SK Telecom de Corea del Sur. En marzo de 2004 se lanza el satélite MBSat1 que provee los servicios del sistema S-DMB.

## Características Técnicas

### Códecs
Para soportar los contenidos multimedia y poder transportarlos, el estándar DMB incorpora varias herramientas de corrección de errores y transporte como los códigos RS (Reed-Solomon), paquetes MPEG2 TS (Transport Stream) y paquetes MPEG2 PES (Packetized Elementally Stream). Para poder procesar estos contenidos multimedia DMB utiliza los siguientes códecs, para video MPEG-4 Part 10 (H264), para audio MPEG-4 Part 3 BSAC y para otros datos MPEG-4 Part 1 Core2D@Levell.

### Parámetros de los sistemas T-DMB y S-DMB
T-DMB utiliza la Banda L y la Banda III (VHF). El módem utiliza la modulación OFDM-4DPSK con un ancho de banda de 1.526 MHz. El sistema en recepción debe proporcionar al menos una sensibilidad de -96 dBm para garantizar una tasa de error de 10-4, para mantener unas prestaciones aceptables.
El S-DMB utiliza la Banda S (satélite).

## Principales diferencias con DVB-H
DMB provee de mayor calidad a los servicios de video que DVB-H, tiene una mayor eficiencia de la utilización frecuencial debido a una asignación totalmente independiente del rango de frecuencias entre los diferentes operadores. La estructura del receptor es más simple en DMB, y además más robusta a desvanecimientos debidos al canal de transmisión. DVB-H ofrece una mayor tasa de bit (en concreto, 4 veces mayor) aunque debido a esto, se pierde cobertura. Estas características hacen que DMB sea más apropiado para terminales móviles pequeños.
En DVB-H mediante la utilización adecuada de técnicas de time slicing, se ha logrado un consumo de potencia 5 veces menor que en DMB. Cuando se comenzó el desarrollo del estándar, se fijó un consumo de potencia máximo de 100 mW. Actualmente se ha logrado que el consumo descienda a 50 mW, mientras que en DMB el consumo es de unos 250 mW de media. Por otro lado, DVB-H implementa funciones para recepción a alta velocidad (más de 200 km/h):

## Despliegue de T-DMB y S-DMB en Corea del Sur
El primer servicio en desplegarse fue el S-DMB en mayo de 2005. La empresa encargada, TU Media (filial de SK Telecom) provee inicialmente 12 canales de video y 20 de audio, aumentando posteriormente su oferta. Sin embargo no logra negociar con el ente público y las empresas privadas de radio y televisión la retransmisión en vivo de sus programas, siendo esta una limitación de su atractivo como servicio. Además el modelo de negocios es a través de la suscripción del servicio, en forma similar a la televisión por cable.
En Corea del Sur el T-DMB entre en servicio en diciembre de 2005. Anteriormente se llama a una licitación de los proveedores de servicios de video y audio siendo seleccionados los siguientes 6: Korean Broadcasting System (KBS, ente público de radio y televisión), Munhwa Broadcasting Corporation (MBC), Seoul Broadcasting System (SBS), U1 Media, Korean DMB (anteriormente 1to1) - estos últimos empresas privadas de radio y televisión - y Yonhap Television News (YTN, canal de noticias). Los ingresos de las empresas proviene exclusivamente de la publicidad, ya que el T-DMB es de libre recepción (free to air).

## Otros países
En Europa todavía se está en periodo de pruebas, pero se prevé que a corto plazo países lanzan servicios.
- En Alemania Móviles Fernsehen Deutschland (MFD) lanzó un servicio comercial de T-DMB Watcha entre junio de 2006 y abril de 2008, principalmente para la Copa Mundial de Fútbol de 2006.
- Ghana
- Francia en diciembre del diciembre del 2007 escogió el T-DMB Audio la Banda III del VHF y Banda L como una de las normas de radio digital terrestre.[1]
- Noruega, desde mayo del 2009 tiene un servicio de T-DMB en Oslo. MiniTV DMB es una asociación entre NRK, el ente público de radio y televisión y las empresas TV2 y Modern Times Group (MTG).[2]
- Ghana tiene un servicio de T-DMB en Acra y Kumasi desde mayo del 2008.[3]

El sistema S-DMB es de muy difícil implementación en otros países debido a que la Banda S ya se encuentra reservada para otros usos.

## Otros estándares para la TV
En este momento existen cinco estándares para poder ver la televisión en dispositivos móviles: 
- 1seg de ISDB-T: es un servicio de transmisión de audio/video digitales terrestres móviles y datos de la norma japonesa ISDB-T. La transmisión digital terrestre en Japón (el ISDB-T) se diseñó para que cada canal se divida en 13 segmentos. La transmisión de HDTV ocupa 12 segmentos, y el segmento 13 se usa para los receptores móviles. Así el nombre, 1seg este servicio a diferencia del sistema europeo DVB-H que es de pago , el sistema japonés es libre de cargo y cualquiera puede acceder a él desde un dispositivo móvil en forma gratuita.
- DVB-H: Digital Video Broadcasting Handheld. El Instituto Europeo de Estándares de Telecomunicación (ETSI) decidió la adopción de DVB-H como estándar europeo de televisión digital terrestre (TDT) para servicios móviles
- DVB-SH: DVB-H en la banda S es un estándar híbrido (satélite/terrestre) derivado de DVB-H y ETSI SDR. El estándar definitivo, aprobado en febrero de 2007, ofrece ventajas a los operadores de UMTS, al utilizar una banda de frecuencias adyacente a los 2GHz, lo que posibilita reutilizar los emplazamientos y antenas de las estaciones base ya desplegadas.
- MediaFLO: tecnología desarrollada por la empresa estadounidense Qualcomm para la transmisión de vídeo a dispositivos móviles.